# Klostergut Reinshof

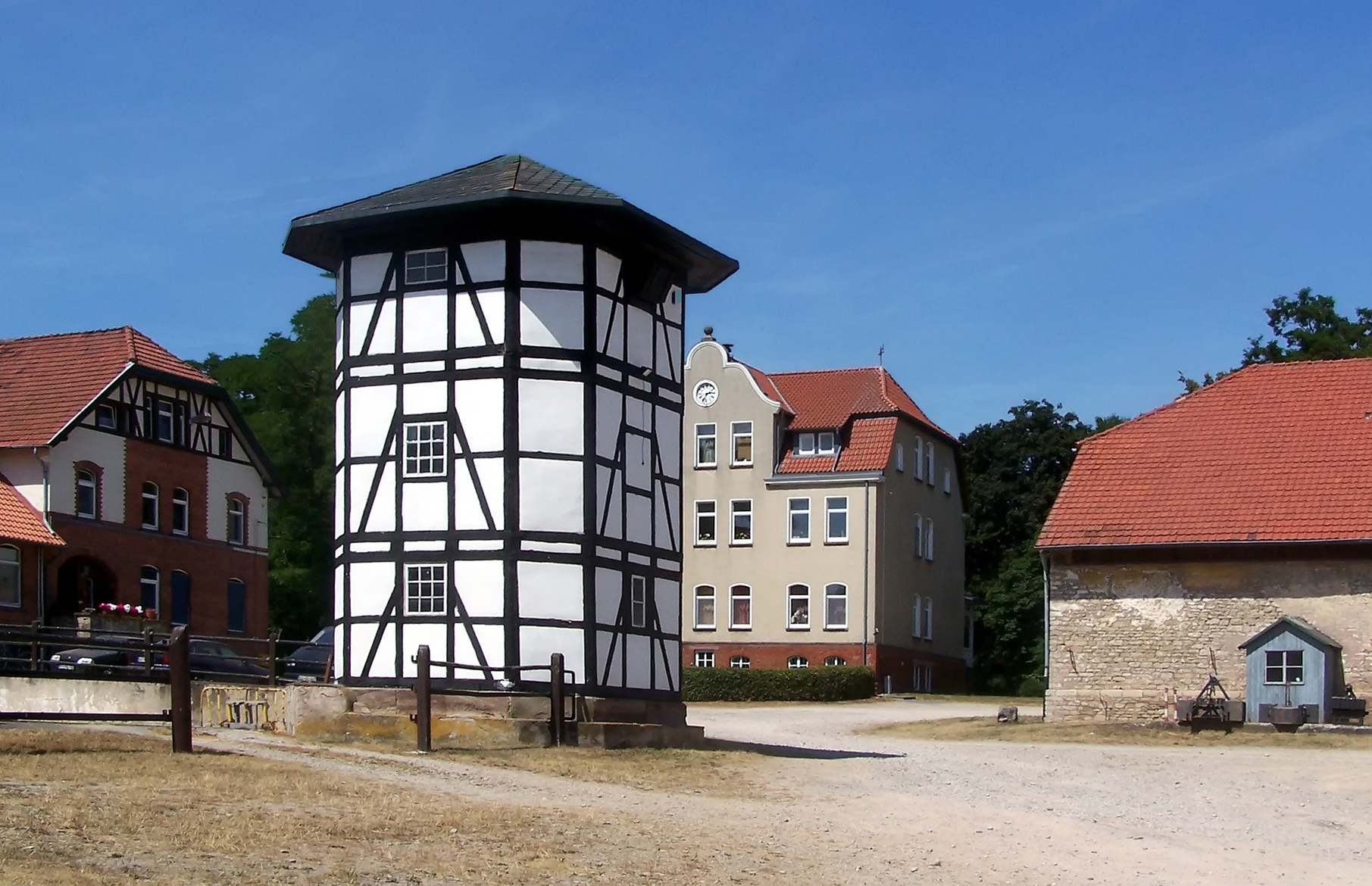
Taubenturm im Klostergut Reinshof

Das Klostergut Reinshof ist ein Klostergut der Klosterkammer Hannover und gehört zu der Ortschaft Niedernjesa in der Gemeinde Friedland in Südniedersachsen. Die Stadtgrenze von Göttingen durchschneidet den Hof des Klostergutes; deshalb liegen zwei der Gebäude des Klostergutes auf dem Gebiet von Geismar (Göttingen), seit 1964 ein Ortsteil der Stadt. Das Klostergut Reinshof steht im Leinetal an der B 27 zwischen Göttingen und Niedernjesa.
Das Klostergut Reinshof wurde als Vorwerk des Augustinerinnenklosters in Weende gebaut und von 1890 bis 1980 als selbständiges Klostergut bewirtschaftet. Im Jahr 1980 verpachtete die Klosterkammer Hannover das Klostergut Reinshof an die Georg-August-Universität Göttingen, die es seitdem als Versuchswirtschaft für Agrarökonomie und Agrartechnik nutzt.
Wenige 100 Meter westlich des Gutshofs befindet sich der 1969 im Zuge eines Kiesabbaus wenige Meter östlich der Leine entstandene Rosdorfer Baggersee, der ebenfalls auf Friedländer Gemeindegebiet liegt und vor allem von der Göttinger und Rosdorfer Bevölkerung seit den 1970er Jahren als Naherholungsgebiet und Badesee genutzt wird. Offiziell ist das Baden im See verboten. Die Abbaurechte für das Gebiet wurden 1967 an die Firma August Oppermann GmbH verpachtet, die Fischereirechte im See an den Sport-Angelklub Göttingen e. V.

## Klima
Die jährlichen Niederschläge betragen im langjährigen Durchschnitt 645 mm; es fallen vom Mai bis Juli 203 mm und vom Mai bis September 310 mm. Relativ wenig Niederschläge sind recht gleichmäßig verteilt über durchschnittlich 121 Tage. Die mittlere Jahrestemperatur beträgt im langjährigen Durchschnitt 8,7 °C, nämlich vom Mai bis Juli 15,3 °C und vom Mai bis September 15,2 °C. Die Periode zwischen erstem und letztem Frost dauert 170 Tage. Die mittlere relative Luftfeuchtigkeit beträgt 77,3 %.

## Lage
Das Klostergut Reinshof liegt nördlich von Niedernjesa auf einer Höhe von 150 m über NN. Zu den Besonderheiten der Hofanlage zählt der Taubenturm, ein quadratischer, dreigeschossiger Fachwerkbau mit flachem Zeltdach. Die Betriebsfläche des Reinshofes befindet sich im Wasserschutzgebiet (Wasserschutzzone III). Der überwiegende Teil gehört zum Landschaftsschutzgebiet „Leinebergland“. Etwa 30 % der landwirtschaftlich genutzten Flächen liegen im Überschwemmungsgebiet von Leine und Garte.

## Geschichte

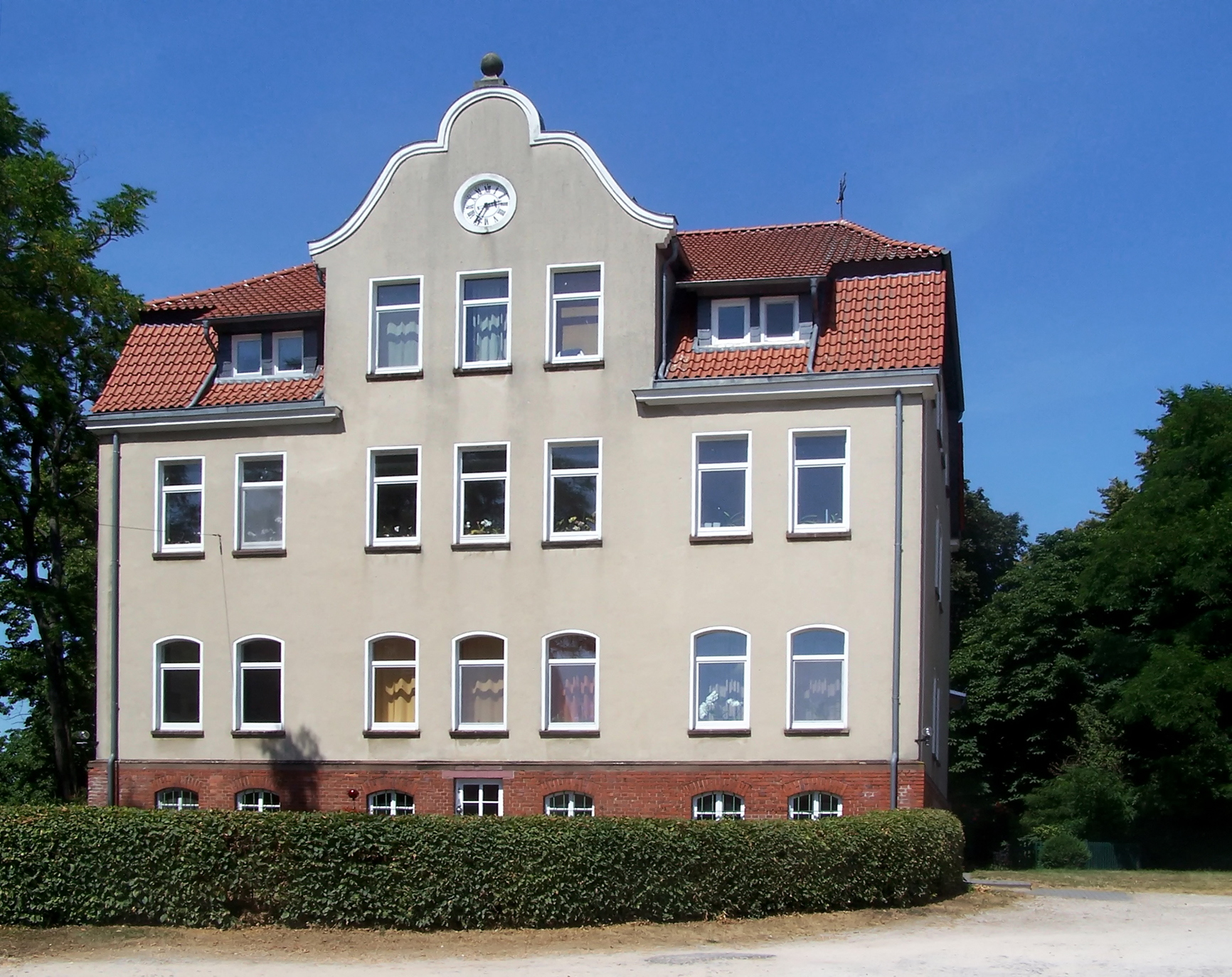
Ehemaliges Herrenhaus

Das Klostergut war als Vorwerk ein landwirtschaftlicher Gutshof des Augustinerinnenklosters in Weende. Es wurde von 1890 bis 1980 als selbstständiges Klostergut geführt.
Nördlich der Ortschaft Niedernjesa entstand im hochwassergefährdeten Einflussbereich der Leine und der Garte eine dörfliche Siedlung mit dem Namen Reynholdeshusen oder Reindeshausen auf einer sanften Anhöhe zwischen fruchtbaren und ertragreichen Feldern. Gemäß der Ortsnamenforschung wurde Reynholdeshusen oder Reindeshausen wegen der Endung im Ortsnamen -hausen oder -husen (= Gruppensiedlung) während der Ausbauzeit (Altsächsischer Landesausbau in frühmittelalterlicher Rodungszeit) zwischen 500 und 800 n. Chr. gegründet. Im Laufe der Zeit kaufte das Kloster Weende immer mehr Besitz in Reinshof. Die Mainzer Erzbischöfe beschenkten es 1189 mit acht Hufen Land und dem Zehnten und 1196 mit vier Hufen Land und der Mühle. In der Mitte des 14. Jahrhunderts wird Reynholdeshusen als Hof bezeichnet. Möglicherweise wurde das Dorf zur Wüstung oder das Land ging in den Besitz vom Vorwerk Reinshof des Klostergutes Weende über.
Das Klostergut Reinshof war 1448 ein mittelbares Amtsdorf des Amtes Friedland. Mittelbare Amtsdörfer waren adelige und klösterliche Amtsdörfer. Die Quellen belegen, dass der Reinshof dem Rat der Stadt Göttingen im Jahr 1553 für 3.500 Gulden verpfändet, aber bereits im Jahr 1561 vom Herzog Erich II. von Calenberg-Göttingen wieder eingelöst wurde. 1852 kam der Reinshof vom Amt Friedland zum Amt Göttingen. Zu seinen Besitzungen gehörten am Ende des 16. Jahrhunderts 586 Morgen Ackerland und 120 Morgen Wiese.
Der 1755 gemessene Grundriss des Kloster Weender Aushofes Reinholdeshausen... zeigt die damalige Lage und den damaligen Aufbau des Vorwerks Reinshof. Zu den Bauwerken gehörten damals beispielsweise zwei Wohnhäuser, Ställe für Pferde, Kühe und Schweine, Deputatistenwohnungen, Fruchtscheunen und ein Taubenhaus. Auch heute gehört zu den Besonderheiten der Hofanlage ein im 19. Jahrhundert entstandener Taubenturm. Er ist ein dreigeschossiger Fachwerkbau mit einem flachen Zeltdach, der auf einer quadratischen Grundfläche gebaut wurde. Das Klostergut Reinshof ist als Baudenkmal denkmalgeschützt.
Nach der preußischen Annexion Hannovers im Jahr 1866 gehörte das Amt Göttingen zu dem neugegründeten Kreis Göttingen. Am 1. April 1885 wurde das Amt Göttingen aufgelöst; es ging im Landkreis Göttingen auf. Der Landkreis Göttingen wurde aus den Ämtern Göttingen und Reinhausen gebildet. Der Reinshof blieb ein selbständiger Gutsbezirk im Landkreis Göttingen.
Im Jahr 1890 wurde die Verbindung mit Weende gelöst und Reinshof zum selbständigen Gut erhoben. Danach bildete das Vorwerk einen eigenen Gutsbezirk mit eigener Gemeindeverwaltung. Durch Gesetz vom 27. Dezember 1927 wurde der bis dahin selbständige Gutsbezirk Reinshof aufgehoben und mit der Gemeinde Niedernjesa vereinigt. Im Jahr 1980 verpachtete die Klosterkammer Hannover das Klostergut Reinshof an die Georg-August-Universität Göttingen, die es seitdem als Versuchswirtschaft für Agrarökonomie und Agrartechnik nutzt.
Das Klostergut besaß von ca. 1890 bis 1975 eine Landwirtschaftsbahn mit einem festen Gleis vom Gut bis zum Bahnhof in Rosdorf. Außerdem gab es verschiedene Stichgleise an den Feldwegen. Während der Zuckerrübensaison wurden bei Bedarf weitere Gleise verlegt. Als Vorspann dienten Pferde und Ochsen und in den Jahren 1974 bis 1975 Traktoren. Auf einem befestigten Feldweg, der vom Süden in das Gut führt, befinden sich noch Spurrillenschienen für die Doppelspurkranzräder, die im Kopfsteinpflaster eingebaut sind.
In der Topografie der Erinnerung in Südniedersachsen heißt es über die Zwangsarbeit in Friedland im Dritten Reich: Schon vor 1939 arbeiteten zahlreiche „Fremdarbeiter“ als Saisonarbeitskräfte in der Landwirtschaft. Die Mehrzahl der Zwangsarbeiter während des Nationalsozialismus in der Region Friedland war ebenfalls in landwirtschaftlichen Betrieben untergebracht. Zumeist handelte es sich um polnische und sowjetische Personen. Als größter ‚Arbeitgeber’ trat dabei das Klostergut Reinshof in Niedernjesa auf. Mehr als 70 polnische und sowjetische ZivilarbeiterInnen waren hier über die Jahre beschäftigt und in drei Lagern untergebracht: eine Polen- und eine „Ostarbeiter“-Unterkunft auf dem Gelände, mehrere „Ostarbeiter“ zudem im Gasthof Garteschänke in Geismar (Göttingen). Vom Klostergut sind Misshandlungen bekannt, sogar einen Schlägertrupp aus Göttingen oder Geismar soll der Aufseher einmal angefordert haben.

## Versuchswirtschaft für Agrarökonomie und -technik der Georg-August-Universität Göttingen

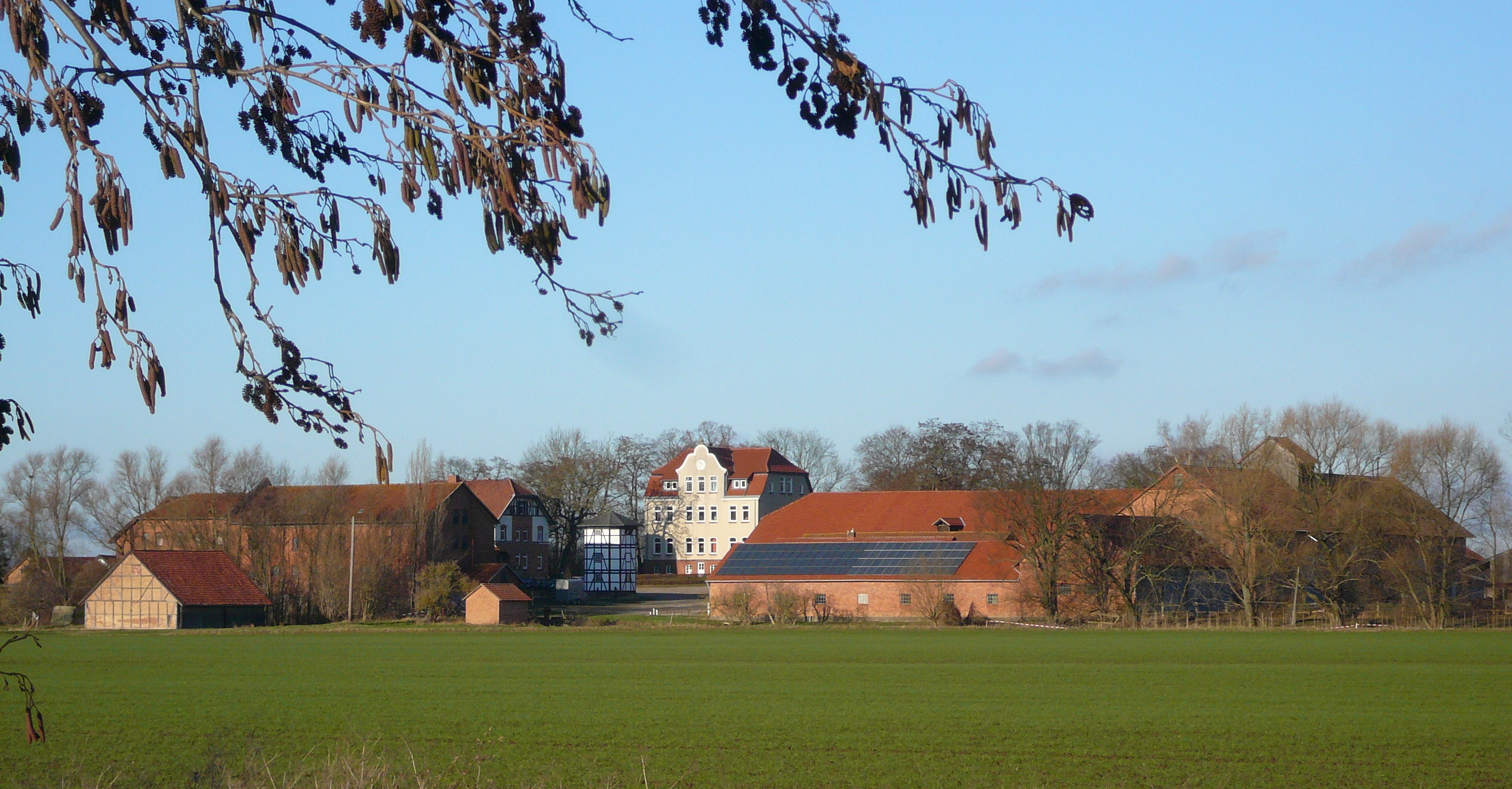
Hofanlage vom Klostergut Reinshof

Das Klostergut Reinshof wird seit 1980 als Versuchswirtschaft für Agrarökonomie und Agrartechnik der Georg-August-Universität Göttingen genutzt. Hier werden im Seminargebäude Arbeitstreffen, Kolloquien, Workshops usw. abgehalten. Auch Lehrveranstaltungen für die Studierenden und vorbereitende Sitzungen für Feldrundgänge finden hier statt. Auf einer 1 ha großen Fläche des Klostergutes Reinshof befindet sich die Versuchsstation des Instituts für Pflanzenbau und Pflanzenzüchtung mit Labor, Gewächshaus, Werkstatt, Maschinenhalle und Arbeitsräumen.
Die Versuchsgüter der Universität Göttingen stehen der agrarwissenschaftlichen Fakultät als Experimental-, Lehr- und Demonstrationsbasis zur Verfügung. Den Schwerpunkt für die Forschung bilden die einzelnen Versuchsanstellungen. Daneben werden auch Datenerhebungen auf Betriebszweigebene für Forschung und Lehre genutzt. Zusätzlich sind die Versuchsgüter durch Lehrkurse, studentische Übungen und Seminare in den Lehrplan des Fachbereiches Agrarwissenschaften eingebunden.
Der Betrieb des Klostergutes Reinshof hat eine Größe von 252,7 ha, davon sind 240 ha Ackerland und 3,2 ha Grünland. Vom Ackerland wurden 2010 insgesamt 31 ha ökologisch bewirtschaftet.
Das Feldversuchswesen war im Jahr 2010 wie folgt strukturiert:
- Zuchtgärten (Wechselflächen; 3- bis 6-jährig) und Dauerversuchsflächen ca. 25 ha
- gleiche Versuchsanlage in Marienstein mit ca. 31 ha
- Untersuchungen zum ökologischen Landbau ca. 25 ha
- Versuche in Feldbeständen ca. 12 ha

Die Versuchsgüter Klostergut Reinshof, Klostergut Marienstein und Klostergut Deppoldshausen verfügen insgesamt über 670 ha landwirtschaftliche Nutzfläche mit sehr unterschiedlichen Bodenarten. Etwa 1/3 der Fläche ist für Feldversuche geeignet.
Parzellenversuche finden überwiegend auf den homogenen Aulehmen des Reinshofes statt. Der Schwerpunkt der Versuchstätigkeit ist seit Beginn der 80er Jahre auf die Entwicklung umweltschonender Anbausysteme ausgerichtet. Durch langfristig konzipierte
Forschungsvorhaben werden praxisorientierte Nutzungssysteme (Extensivierung/integrierte Anbausysteme) entwickelt. Seit 1993 werden diese Untersuchungen durch Forschungsvorhaben des ökologischen Landbaus ergänzt.